# Astropecten polyacanthus
Astropecten polyacanthus är en sjöstjärneart som beskrevs av Müller och Franz Hermann Troschel 1842. Astropecten polyacanthus ingår i släktet Astropecten och familjen kamsjöstjärnor. Utöver nominatformen finns också underarten A. p. polyacanthus.